# Stationskoffiehuis
Het stationskoffiehuis was een uitgaansgelegenheid in de Zuid-Hollandse stad Delft. Het bevond zich in het centrum van de stad, pal naast het spoorviaduct vlakbij Station Delft. Het pand werd in 2009 gesloopt om plaats te maken voor een ondergrondse spoortunnel in het kader van het spoorzoneproject. 
In 1894 kocht ondernemer Kier Kruif een café aan Houttuinen 26 (voorheen Stationsplein 2), waarvan de vorige eigenaar kort daarvoor was overleden, en liet het restaureren onder leiding van architect G. Van der Kaaden. Het café, dat in mei 1894 zijn deuren opende, had een hoofdzaal die toegankelijk was via vier grote raamdeuren, en een kleinere ruimte voor vergaderingen en besloten groepen. Kruif was een succesvol ondernemer die vele avonden in de week vaste groepen ontving, onder meer een aantal studenten dat zich niet thuis voelde bij het Delftsch Studenten Corps, en dat in 1897 besloot tot de oprichting van een nieuwe vereniging, de Delftsche Studenten Bond (DSB). Jaren later liet de DSB ter herinnering aan deze gebeurtenis een plaquette in de gevel van het pand metselen. In 1910 zag voetbalvereniging DHC Delft in het stationskoffiehuis het levenslicht.    
In 1927 ging het stationskoffiehuis vanwege een overlijden over in nieuwe handen, en werd het café omgedoopt tot De Kroon. Vanaf 1945 werd het de thuisbasis van dansschool Wesseling. De dansschool zou het pand tot kort voor de sloop blijven gebruiken.     

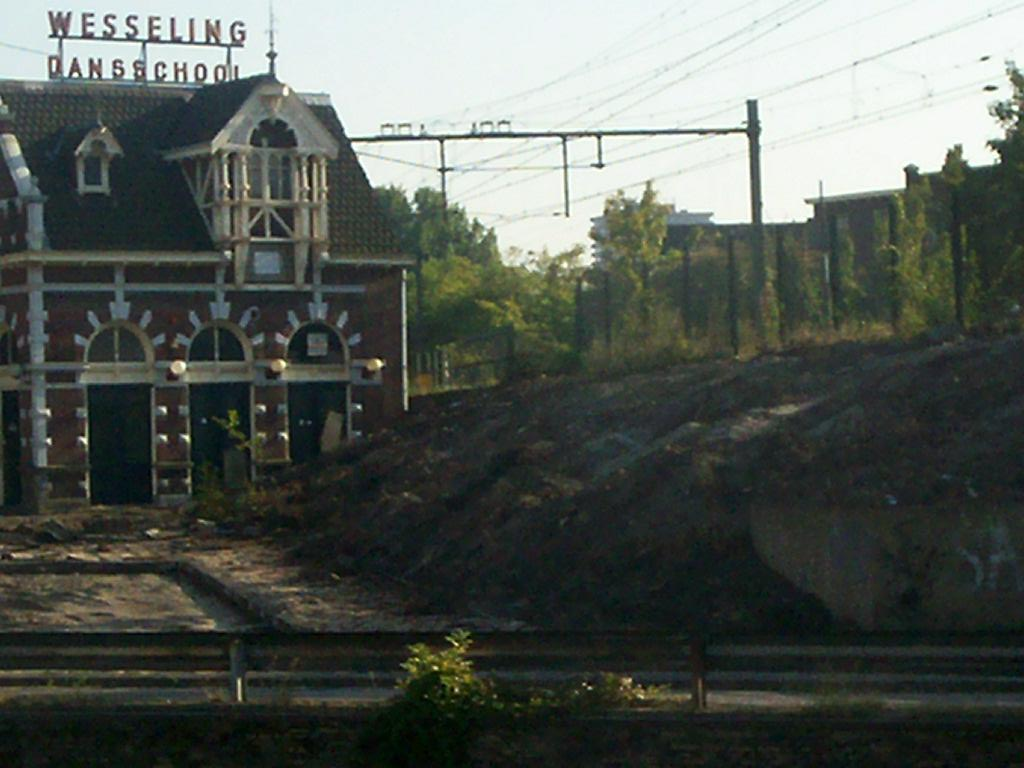
Dansschool Wesseling kort voor de sloop in 2009

Bij de bouw van het spoorviaduct tussen 1961 en 1965 werd er van de rechterkant van het gebouw een kwart afgesnoept, om ruimte te maken voor de spoordijk. Omdat het pand mede daardoor slechts beperkte architectonische waarde had, was het geen monument en had het geen beschermde status. Toen stedebouwkundige Joan Busquets in 1999 zijn plannen onthulde voor het nieuwe spoorzonegebied, bevond zich daarin dan ook geen nieuwe locatie voor het gebouw. De Veluwsche Stoomtreinmaatschappij had eventueel wel interesse om het bouwwerk over te nemen als onderdeel van een nog op te richten museum, maar de gemeente Delft wilde liever proberen om het pand op een of andere manier in de vernieuwde spoorzone te laten terugkeren; een plan waar uiteindelijk geen budget voor was.
Toen het pand in 2009 daadwerkelijk gesloopt ging worden, zonder dat er concrete plannen waren voor behoud, besloten enkele burgers (architect Paul Kloet, restaurateur Henk Nijenhuis, aannemer Erik Batenburg en restauratietimmerman Jeroen Kistemaker) om voorafgaand aan de sloop de meest interessante delen van het pand te demonteren. Van de buitenkant werden de dakkapellen, getoogde ramen en kozijnen, gootlijzen en nagenoeg de gehele gevel meegenomen. Ook het tegeltableau van Villeroy & Boch, met het opschrift "Café", dat zich in het hart van de dakkapel bevond, werd uitgebikt. Van het interieur werd de op linnen geschilderde wandversiering van het plafond veiliggesteld, die zich boven het later geplaatste verlaagde plafond bevond. De materialen zouden worden opgeslagen in de Schiehallen, met als doel deze te restaureren, zodat het stationskoffiehuis op een later moment in oude glorie kon herrijzen.